# Яблонна (Білобжезький повіт)
Яблонна (пол. Jabłonna) — село в Польщі, у гміні Висьмежиці Білобжезького повіту Мазовецького воєводства.
Населення — 216 осіб (2011).
У 1975-1998 роках село належало до Радомського воєводства.

## Демографія
Демографічна структура станом на 31 березня 2011 року:
|          | Загалом | Допрацездатний вік | Працездатний вік | Постпрацездатний вік |
| -------- | ------- | ------------------ | ---------------- | -------------------- |
| Чоловіки | 105     | 21                 | 71               | 13                   |
| Жінки    | 111     | 33                 | 52               | 26                   |
| Разом    | 216     | 54                 | 123              | 39                   |